# Comité d'histoire de la télévision
Le Comité d’histoire de la télévision (CHTV) a été créé en 1980 par des pionniers de la télévision, comme Jean d'Arcy, Henri de France, Wladimir Porché, Pierre Sabbagh et Pierre Tchernia, ainsi que des historiens, comme René Rémond, Jean-Noël Jeanneney et Alain Decaux.
Cette association a permis de rapprocher les différents corps de métiers qui ont fait l’histoire de la télévision, des techniciens aux décideurs, en passant par les responsables de programmes, les animateurs et tant d’autres. Pour constituer une Histoire de la télévision française, le CHTV rassemble les documents et les témoignages qui constituent la source de cette histoire (publications, photos, films et vidéos, colloques), et organise des rencontres entre professionnels et chercheurs. Il a pour objectif de construire la mémoire de toutes les télévisions, publiques et privées, hertziennes, numériques, câblées, diffusées sur satellite ou Internet. Il suscite et soutient les travaux nécessaires à l’étude scientifique de l’histoire de la télévision et à la publication d’ouvrages sur la télévision. Le Comité coopère avec les organismes publics et privés de la télévision, avec tous les professionnels du secteur, les administrations et les institutions universitaires.

## Développement
L'Histoire des techniques de télévision fait l'objet d'un article séparé.
Depuis sa création, il a été présidé successivement par Jean d'Arcy (1981-1983), Gabriel de Broglie (1983-2002), Michèle Cotta (2003-2008), Emmanuel Hoog (2008-2011) et Mathieu Gallet, président-directeur général de l'Institut national de l'audiovisuel (2011-2014).
Le CHTV a recueilli, au fil du temps, de très nombreux documents versés par les professionnels de la télévision. En 2009, l'inventaire, la conservation et la mise à disposition de ce fonds d'archives écrites a été confié à l'Inathèque. Ce fonds comporte de nombreux versements parmi lesquels celui de Jean d’Arcy, directeur des programmes à la RTF de 1952 à 1959, directeur des moyens audiovisuels au service de l'information des Nations unies dans les années 1960 et fondateur du CHTV ou celui de Pierre Lazareff, producteur de l'émission Cinq colonnes à la une. On y trouve également des scénarios de téléfilms, des documents de l'information interne de la SFP, des documents administratifs du CHTV, des généralités sur la télévision et la radio (livres, revues de presse, rapports).
En décembre 2014, le Comité d'histoire de la télévision a été remplacé par l'Observatoire de l'audiovisuel et du numérique.

## Activités du CHTV

### Les Cahiers du Comité d'histoire de la télévision
Ils ont succédé au Bulletin du comité (26 numéros) à partir d'avril 1995, avec une nouvelle formule : maquette modernisée, sommaire plus étoffé, périodicité retrouvée. Le passé et l'avenir de la télévision y sont évoqués, à partir de témoignages d'anciens de la télévision, de débats organisés par le Comité et de diverses contributions. À l’automne 2009, après une parenthèse de trois ans, les Cahiers du CHTV reprennent leur parution avec une nouvelle série : comptes-rendus de travaux et colloques, histoire du journal télévisé liée à son soixantième anniversaire, souvenirs de personnalités de l’audiovisuel.

### Les journées d'études
Dans les années 1980-90, professionnels et universitaires se rencontrent au cours de journées préparées par des communications écrites qui font l’objet de publications en liaison avec le Comité d’histoire de la radio (1983 : Les sources de l’histoire de la radio et de la télévision en France, 1986 : Histoire des programmes et des jeux à la radio et à la télévision, 1988 : L’histoire des informations à la radio et à la télévision, 1991 : Les années cinquante à la radio et à la télévision, 1994 : L’histoire des publics à la radio et à la télévision, 1997 : Radios et télévision au temps des « événements » d’Algérie) …
En janvier 2009 sont lancés les Ateliers d’histoire orale pour collecter les souvenirs de professionnels et de personnalités ayant participé à l’histoire de la télévision dans les années 1980 et 1990. Une Commission d’Histoire orale du CHTV est mise en place, animée par Fabrice d'Almeida, professeur à l’Université Paris II Panthéon-Assas et à l’Institut français de presse, et Denis Maréchal, historien, chargé de missions à l’Ina. Ces ateliers permettent la rencontre de théoriciens et de praticiens des archives orales comme Philippe Joutard, historien, Claude Guisard, producteur et ancien directeur des programmes de création et de recherche de l’Ina, Patrick Champagne, chercheur en sociologie et précurseur de l’enquête orale. Cette réflexion théorique s’inscrit dans le cadre des entretiens patrimoniaux qui sont un complément aux archives télévisuelles dont l’Ina assure la conservation.
En 2010, les ateliers, dont la dénomination évolue : “Histoire orale : nouveaux chantiers, nouvelles approches" sont pilotés par Denis Peschanski, directeur de recherche au Cnrs (Paris 1) au côté de Denis Maréchal. Ils s’engagent résolument dans une approche transdisciplinaire. Il s’agit non plus seulement d’observer les pratiques à l’intérieur du champ des sciences humaines mais de provoquer des rencontres et construire avec les sciences du vivant et les sciences de l’ingénierie de nouvelles méthodes et outils propres à favoriser l’approfondissement de notre connaissance des phénomènes constitutifs de la mémoire. En 2011, les travaux sont organisés en collaboration avec le programme franco-américain « Memory and Memorialization. Representing Trauma and War ».

### Les colloques
En novembre 2005, le CHTV organise, avec la Fondation Charles-de-Gaulle , une double table ronde consacrée à l’élection présidentielle de 1965 et à la première campagne télévisée à l’ORTF. Ces tables rondes ont été diffusées sur Public Sénat et ont fait l’objet d’une livraison spéciale de la revue Espoir .
En mai 2010, le CHTV participe au colloque intitulé « Jean d’Arcy, pensée et stratégies d’un père fondateur » organisé par le Centre de recherche sur les médiations , l’IUFM de Lorraine  et l’Institut européen de cinéma et d’audiovisuel . En octobre de la même année, le CHTV est présent au colloque « Images de l’étranger dans les télévisions européennes » organisé par l’université Sorbonne Nouvelle .
En 2011, le CHTV est partenaire de trois colloques : en octobre, « Le Sud-est asiatique en images. Les sources audiovisuelles et leur exploitation » avec l'Afrase  et Paris 7 , en novembre, « Médias et migrations dans l'espace euro-méditerranéen » avec l'université de Paris 8 , en décembre, « Les médias et les élections présidentielles au XXe et au XXIe siècle » à la Sorbonne.

### Les Lundis de l'Ina
Ils ont pour objectif de contribuer au développement d’une réflexion raisonnée sur la place, le rôle et les contenus des médias audiovisuels. Présentation d’extraits d’émissions, de documentaires, témoignages d’auteurs, de réalisateurs, de journalistes, questionnements de chercheurs, d’écrivains, dialogue avec le public, ces soirées-débats sont l’occasion de provoquer rencontres et échanges entre chercheurs, professionnels de l’audiovisuel, théoriciens et enseignants.

### Les expositions
Elles sont comme celle consacrée à la télévision française de 1935 à 1975 intitulée « La Grande Aventure du petit écran » qui s’est déroulée au troisième trimestre 1997. Installée au Musée d’histoire contemporaine dans la cour d’honneur de l’Hôtel des Invalides, elle était organisée par la BDIC  et l’Ina. Elle a donné lieu à la publication d’un catalogue de 320 pages.

### Les prix
Le prix du livre " Télévision ", créé 1996, était destiné à récompenser un ouvrage présentant un apport original pour une meilleure connaissance de la télévision 1996 : Jérôme Bourdon pour Haute fidélité – Pouvoir et télévision 1935-1994, Le Seuil ; 1997 : Agnès Chauveau pour L’audiovisuel en liberté, Histoire de la Haute Autorité, Presses de Sciences Po ; 1998 : Jean-Philippe Toussaint pour La Télévision, Éditions de Minuit ; 1999 : Ignacio Ramonet pour La Tyrannie de la communication, Éditions Galilée ; 2000 : Dominique Wolton pour Internet et après ?, Éditions Flammarion; 2001 : Isabelle Veyrat-Masson pour Quand la télévision explore le temps, Fayard ; 2002 : Serge Tisseron pour L’Intimité surexposée, Ramsay.
Depuis 2003 lui a succédé le prix de l’Inathèque qui encourage et récompense chaque année la recherche sur la radio et la télévision.
À l'occasion de son trentième anniversaire, le CHTV a remis un prix spécial à Jacques Chancel pour son ouvrage Dictionnaire amoureux de la Télévision édité chez Plon.
- Les publications : parutions ou aides à l'édition d'ouvrages sur l'histoire de la télévision comme L’ORTF en mai 1968 (CHTV/Ina/La DF – Paris 1986), La culture audiovisuelle des années 1960-1970 (L'Harmattan - Paris 2010)